# Net2ftp
net2ftp là một chương trình FTP client viết bằng PHP, chạy trên nền Web.

## Tính năng
Như bất kỳ phần mềm FTP nào khác, net2ftp có đầy đủ tính năng của một FTP client.
Bạn có thể cài đặt Net2ftp lên website của mình để sử dụng thoải mái, hoặc sử dụng trực tiếp (hạn chế dung lượng) ngay tại website cung cấp phần mềm là http://www.net2ftp.com
Việc cài đặt Net2ftp tương tự như cài đặt NukeViet. Net2fpt đòi hỏi cấu hình máy chủ như sau:
- Web server: Bất kỳ web server nào có hỗ trợ PHP. Kiến nghị sử dụng Apache.
- PHP: phiên bản 4.2.3 trở lên. net2ftp có thể làm việc trong chế độ Safe Mode. Để sử dụng các chức năng tiên tiến cần PHP5.
- Disk space: cần 7.5 MB dung lượng lưu trữ net2ftp (có thể ít hơn nếu gỡ bỏ các plugins), và một ít dung lượng sử dụng để lưu trữ các file tạm.
- MySQL: không bắt buộc. Tuy nhiên nếu được hỗ trợ thì bạn có thể sử dụng chức năng đăng nhập nâng cao.